# Сквер Московских Энергетиков
Сквер Московских Энергетиков — сквер в Академическом районе Юго-Западного округа Москвы, расположенный по нечётной стороне улицы Вавилова в районе дома 7б, вблизи примыкания Канатчиковского проезда.
Название безымянному скверу присвоено постановлением Правительства Москвы от 1 июня 2021 года.
Выбор названия обусловлен местонахождением сквера: в здании на Вавилова, 7б, находится центральным офис ПАО «Россети Московский регион» (бывший «МОЭСК»).
23 декабря 2022 в сквере был открыт памятник работникам электросетевой отрасли (скульптор Салават Щербаков).